# St John's College
Ne doit pas être confondu avec St John's College (Cambridge).

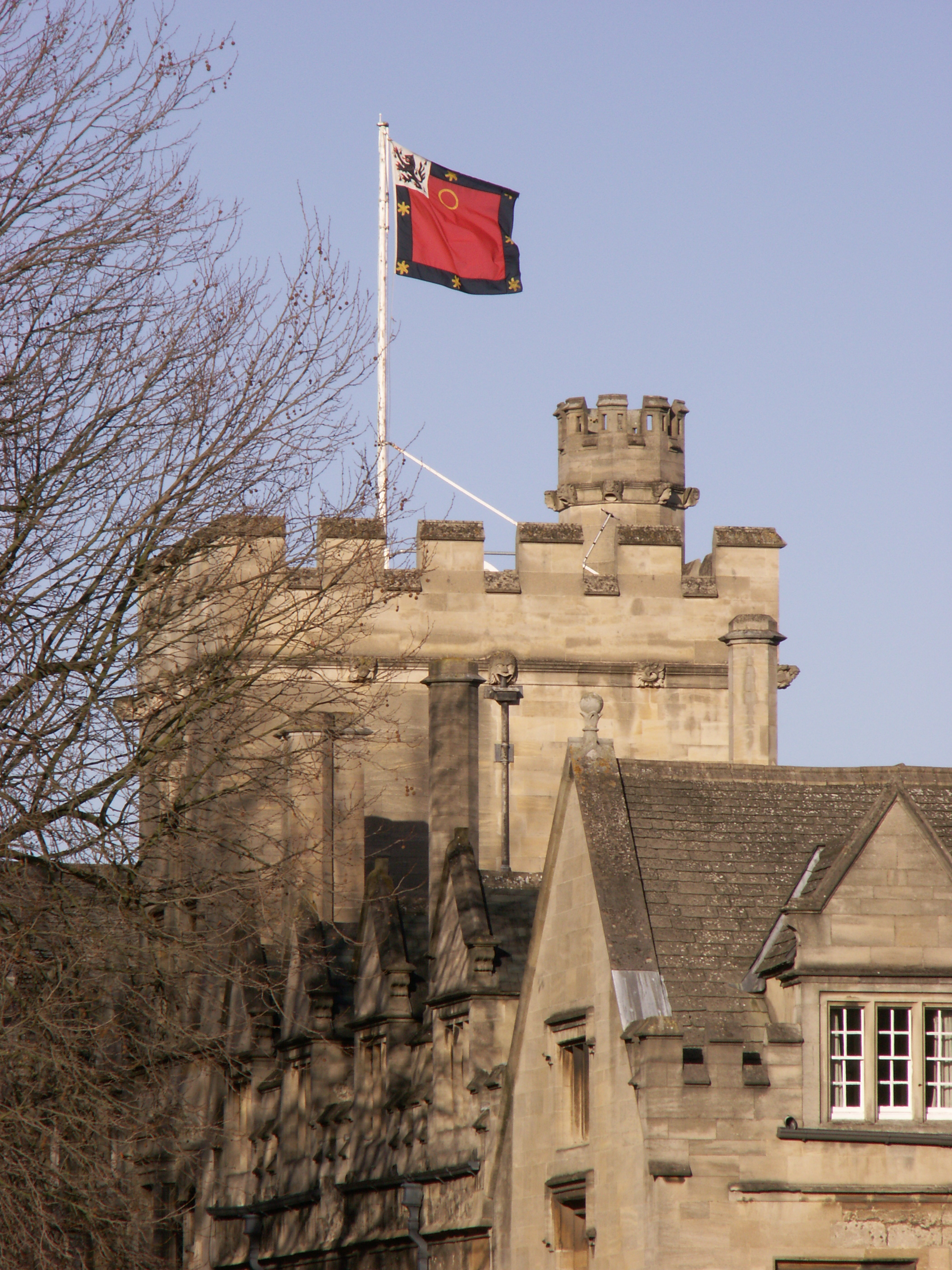
La tour et le drapeau du collège.

St John's College est un des collèges constituant l'université d'Oxford au Royaume-Uni. Fondé en 1555, il est aujourd'hui le collège le plus riche de l'université.
Il a été fondé par un prêtre et était à l'origine réservé à ceux qui voulaient devenir prêtres.

## Historique

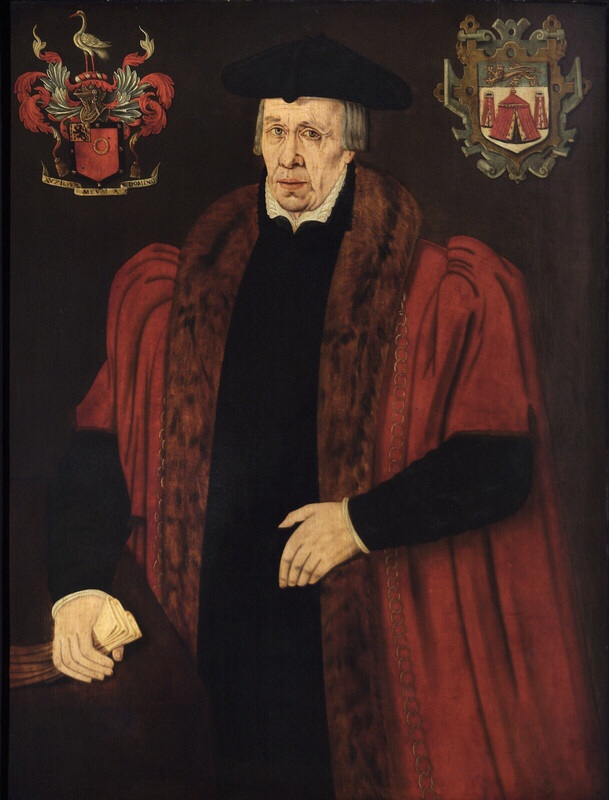
Thomas White, fondateur du College.

Le 1er mai 1555, Thomas White, ex-Lord-maire de Londres, obtenait un privilège royal pour la fondation d'une institution de charité destinée aux étudiants pauvres de l'université d'Oxford. En catholique fervent, White souhaitait à l'origine y former des clercs instruits, capables de renforcer les rangs de la Contre-Réforme, appuyée par la reine Marie ; du reste, c'est dans cet établissement que fut formé le martyr catholique Edmond Campion.
White racheta les anciens bâtiments du collège Saint-Bernard, le long de la rive est de St Giles', au nord de Balliol College et de Trinity College. Le collège Saint-Bernard était un séminaire cistercien fondé en 1437 et fermé lors de la Dissolution des monastères. À l'origine, St John était un petit établissement, doté d'un maigre budget. Sous le règne d’Élisabeth Ire, ses maîtres donnaient des conférences de rhétorique, de grec ancien et de logique, sans aller jusqu'à aborder la théologie, malgré sa vocation religieuse forte.
White, en tant que Maître de la Corporation des tailleurs de Londres (Worshipful Company of Merchant Taylors), institua plusieurs écoles professionnelles, dont la Merchant Taylors' School de Northwood. Malgré les liens privilégiés du collège avec ces écoles pendant trois siècles, il s'ouvrit au reste de l'université au cours du XIXe siècle.  Les premières étudiantes y furent admises en 1979, après plus de quatre siècles d'existence. Elizabeth Fallaize, le premier professeur de sexe féminin, fut reçue fellow en 1990.
Quoiqu'essentiellement vouée à la formation de prêtres dans ses premiers siècles d'existence, St John s'est forgé une bonne réputation en droit, médecine et sciences politiques.
Une curiosité du collège est quoiqu'il y a un collège du même nom à Cambridge, les deux sont nommés d'après saints différents ; le collège d'Oxford est nommé d'après Jean le Baptiste, et le collège de Cambridge est nommé d'après Jean l'évangéliste.

## Anciens étudiants
Parmi les étudiants célèbres du collège :

- Tony Blair
- Robert Graves
- Philip Larkin
- A. E. Housman
- Kingsley Amis
- William Laud
- Josiah Tucker
- Allen Scott